# MAD2L1
MAD2L1 (англ. Mitotic arrest deficient 2 like 1) – білок, який кодується однойменним геном, розташованим у людей на короткому плечі 4-ї хромосоми.  Довжина поліпептидного ланцюга білка становить 205 амінокислот, а молекулярна маса — 23 510.
| 10         |  | 20         |  | 30         |  | 40         |  | 50         |
| ---------- |  | ---------- |  | ---------- |  | ---------- |  | ---------- |
| MALQLSREQG |  | ITLRGSAEIV |  | AEFFSFGINS |  | ILYQRGIYPS |  | ETFTRVQKYG |
| LTLLVTTDLE |  | LIKYLNNVVE |  | QLKDWLYKCS |  | VQKLVVVISN |  | IESGEVLERW |
| QFDIECDKTA |  | KDDSAPREKS |  | QKAIQDEIRS |  | VIRQITATVT |  | FLPLLEVSCS |
| FDLLIYTDKD |  | LVVPEKWEES |  | GPQFITNSEE |  | VRLRSFTTTI |  | HKVNSMVAYK |
| IPVND      |  |            |  |            |  |            |  |            |

A: Аланін

C: Цистеїн

D: Аспарагінова кислота

E: Глутамінова кислота

F: Фенілаланін

G: Гліцин

H: Гістидин

I: Ізолейцин

K: Лізин

L: Лейцин

M: Метіонін

N: Аспарагін

P: Пролін

Q: Глутамін

R: Аргінін

S: Серин

T: Треонін

V: Валін

W: Триптофан

Кодований геном білок за функцією належить до фосфопротеїнів. 
Задіяний у таких біологічних процесах як клітинний цикл, поділ клітини, мітоз, ацетиляція, альтернативний сплайсинг. 
Локалізований у цитоплазмі, цитоскелеті, ядрі, хромосомах, центромерах, кінетохорі.